# Lys Gracieux
Lys Gracieux (en japonais : 'リスグラシュー), né  en 2014 est une jument de course pur-sang anglais japonais, élue cheval de l'année au Japon en 2019.

## Carrière de courses
Élevée sur l'île de Hokkaido par Northern Farm, le principal haras de Shadai Farm, Lys Gracieux se produit pour la première sous les couleurs de U Carrot Farm (une écurie affiliée à Shadai) en août 2016, prenant le premier accessit d'une course pour pouliches inédites, avant de faire impression dans un maiden disputé à Hanshin, avalant 1 800 mètres en 1'46"20, un temps record. Elle s'impose ensuite dans un groupe 3, avant de disputer à l'invaincue Soul Stirring le titre de meilleure 2 ans japonaise dans le Hanshin Juvenile Fillies. Mais c'est la fille de Frankel qui a le dernier mot, Lys Gracieux devant se contenter de la deuxième place devant Reine Minoru.  

À 3 ans, Lys Gracieux emprunte la voie classique mais trouve encore Soul Stirring sur sa route le jour de sa rentrée dans le Tulip Shō. Dans le Oka Sho, elle tient enfin sa revanche sur sa rivale, qu'elle devance d'une encolure. Mais pour l'accessit d'honneur seulement, car devant c'est Reine Minoru qui s'impose, soit le tiercé dans l'ordre inverse du Hanshin Juvenile Fillies. Les trois étoiles de leur génération se retrouvent dans le Yūshun Himba, deuxième manche de la Triple Couronne des pouliches. Mais là, sur 2 400 mètres, c'est la tenue qui parle et Lys Gracieux n'en a pas autant que la lauréate Soul Stirring (et peut-être plus que Reine Minoru, lointaine treizième) et ne peut faire mieux que cinquième. Dans la dernière manche, le Shuka Shō, Soul Stirring manque à l'appel, ayant présomptueusement préféré affronter (sans succès) les chevaux d'âge dans le Tenno Shō d'automne. Mais Lys Gracieux tombe encore sur un os, la championne en devenir Deirdre. Elle termine l'année par un échec dans la Queen Elizabeth II Cup, sa seule véritable contre-performance d'une saison de 3 ans où elle n'a pas gagné la moindre course, mais compte plusieurs beaux accessits. 

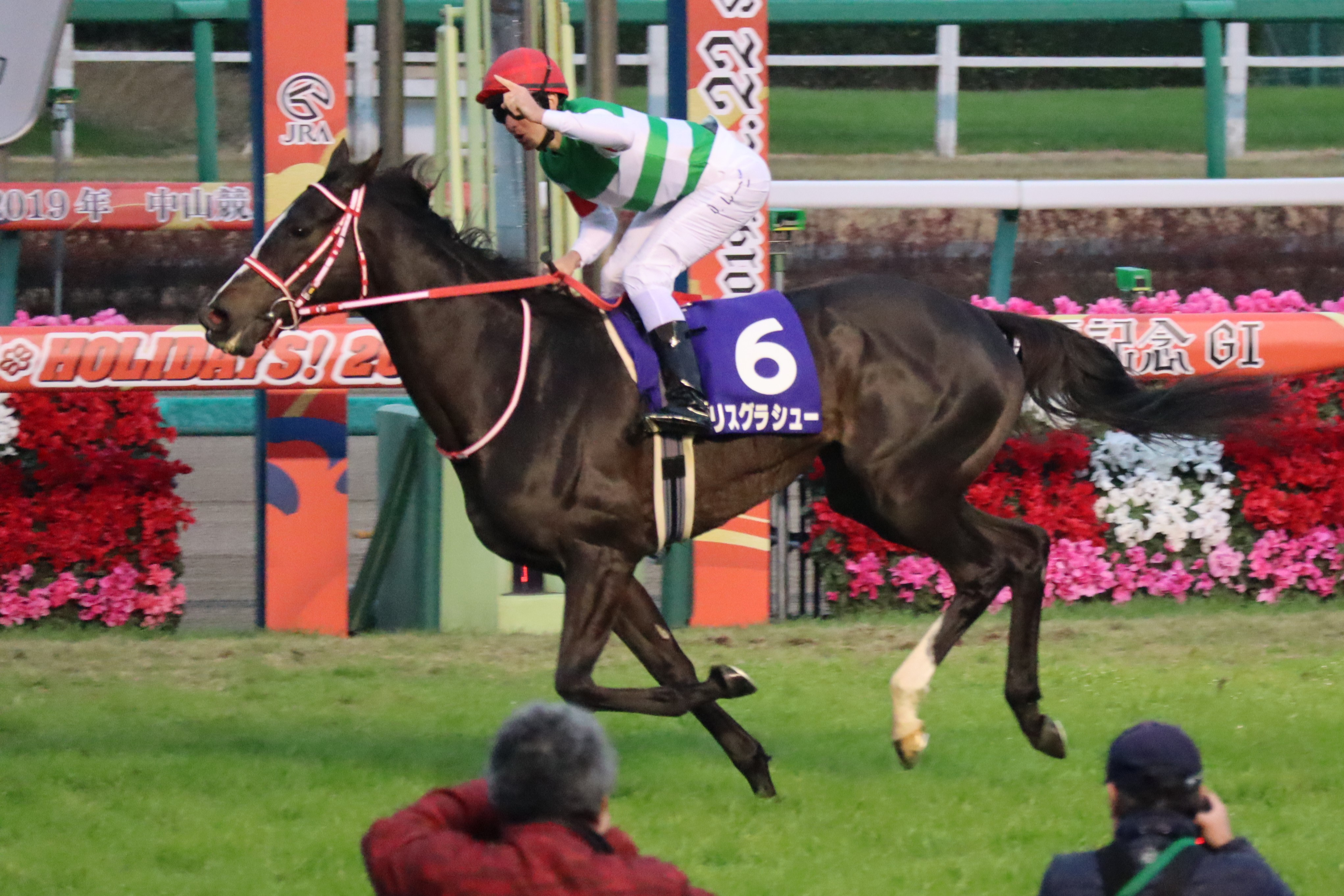
Victoire dans l'Arima Kinen 2019

En 2018, Lys Gracieux renoue enfin avec le succès, dans un groupe 3 disputé à Fuchū, l'hippodrome de Tokyo. Mais ensuite elle reprend sa collection d'accessits, notamment dans le Victoria Mile, où elle échoue d'un nez pour la victoire, et les Fuchū Himba Stakes, où elle est de nouveau battue par Deirdre. Elle trouve enfin son jour dans la Queen Elizabeth II Cup, son premier groupe 1, en prélude à sa première tentative à l'étranger, qui se solde par un premier accessit dans le Hong Kong Vase derrière l'ex-Irlandais Exultant. Ses performances lui valent un premier titre de meilleur jument d'âge de l'année.  
Mais le meilleur est à venir pour Lys Gracieux, qui va donner le meilleur d'elle-même à 5 ans malgré la valse sur son dos des jockeys du monde entier (l'Italien Mirco Demuro, le Brésilien João Moreira, l'Allemand Andreas Starke, l'Irlandais Oisin Murphy et pour finir l'Australien Damian Lane). Elle commence son année par deux accessits, dont une troisième place dans la Queen Elizabeth II Cup de Hong Kong. En juin, elle trouve la consécration dans le Takarazuka Kinen, qu'elle remporte d'une classe, trois longueurs devant certains des meilleurs chevaux d'âge japonais, Kiseki, Rey de Oro et autres Suave Richard. Puis l'entourage de la jument tente un pari : en faire le premier cheval japonais à remporter le Cox Plate, la course la plus relevée d'Australie. C'est chose faite le 26 octobre. Lys Gracieux semble intouchable en cette fin de saison, et retrouve l'élite du galop japonais dans l'Arima Kinen, sorte de finale de l'année. Elle n'en est toutefois pas la favorite, puisque se dresse sur sa route la grande Almond Eye, lauréate de la Triple Couronne 2018, du Dubaï Turf et du Tenno Sho d'automne. Mais la championne sombre et Lys Gracieux s'envole : de 5 longueurs elle remporte son plus beau succès, son troisième groupe 1 d'affilée, et sa dernière apparition en piste. Elle quitte la scène avec un second titre de meilleure jument de l'année, et surtout le titre suprême de cheval de l'année à la quasi-unanimité (271 voix sur 274). Son rating de 126 décerné par la FIAH est le cinquième plus au de la planète cette année-là, à égalité avec les Anglais Battaash et Ghaiyyath et l'Américain Vino Rosso, et derrière le Français Waldgeist et les Anglaises Crystal Ocean et Enable (128), et le Hongkongais Beauty Generation (127). 

### Résumé de carrière
| Date         | Hippodrome   | Pays        | Course                   | Statut      | Distance    | Jockey          | Place       | Écart       | Vainqueur ou deuxième |
| 2016, 2 ans  | 2016, 2 ans  | 2016, 2 ans | 2016, 2 ans              | 2016, 2 ans | 2016, 2 ans | 2016, 2 ans     | 2016, 2 ans | 2016, 2 ans | 2016, 2 ans           |
| ------------ | ------------ | ----------- | ------------------------ | ----------- | ----------- | --------------- | ----------- | ----------- | --------------------- |
| 27 août      | Niigata      | Japon       | Inédits                  |             | 1 600 m     | Yuta Nakatani   | 2e / 18     | encolure    | Root directory        |
| 10 septembre | Hanshin      | Japon       | Maiden                   |             | 1 800 m     | Yuta Nakatani   | 1er / 16    |             | Gun Salute            |
| 29 octobre   | Fuchū        | Japon       | Artemis Stakes           | Gr. 3       | 1 600 m     | Yutaka Take     | 1er / 18    | 1/2         | Flawless Magic        |
| 11 décembre  | Hanshin      | Japon       | Hanshin Juvenile Fillies | Gr. 1       | 1 600 m     | Keita Tozaki    | 2e / 18     | 1 ¼         | Soul Stirring         |
| 2017, 3 ans  |              |             |                          |             |             |                 |             |             |                       |
| 4 mars       | Hanshin      | Japon       | Tulip Shō                | Gr. 3       | 1 600 m     | Yutaka Take     | 3e / 12     | 2 ½         | Soul Stirring         |
| 9 avril      | Hanshin      | Japon       | Oka Shō                  | Gr. 1       | 1 600 m     | Yutaka Take     | 2e / 17     | 1/2         | Reine Minoru          |
| 21 mai       | Fuchū        | Japon       | Yūshun Himba             | Gr. 1       | 2 400 m     | Yutaka Take     | 5e / 18     | 5 ¼         | Soul Stirring         |
| 17 septembre | Hanshin      | Japon       | Rose Stakes              | Gr. 2       | 1 800 m     | Yutaka Take     | 3e / 18     | 2           | Rabbit Run            |
| 15 octobre   | Kyoto        | Japon       | Shuka Shō                | Gr. 1       | 2 000 m     | Yutaka Take     | 2e / 18     | 1 ¼         | Deirdre               |
| 12 novembre  | Kyoto        | Japon       | Queen Elizabeth II Cup   | Gr. 1       | 2 200 m     | Yuichi Fukunaga | 8e / 18     | 3 ½         | Mozu Katchan          |
| 2018, 4 ans  |              |             |                          |             |             |                 |             |             |                       |
| 4 février    | Fuchū        | Japon       | Tokyo Shimbun Hai        | Gr. 3       | 1 600 m     | Yutaka Take     | 1er / 16    | 1           | Satono Ares           |
| 7 avril      | Hanshin      | Japon       | Hanshin Himba Stakes     | Gr. 2       | 1 600 m     | Yutaka Take     | 3e / 13     | 1/2         | Miss Panthere         |
| 13 mai       | Fuchū        | Japon       | Victoria Mile            | Gr. 1       | 1 600 m     | Yutaka Take     | 2e / 18     | nez         | Jour Polaire          |
| 3 juin       | Fuchū        | Japon       | Yasuda Kinen             | Gr. 1       | 1 600 m     | Yutaka Take     | 8e / 16     | 5 ½         | Mozu Ascot            |
| 13 octobre   | Fuchū        | Japon       | Fuchū Himba Stakes       | Gr. 2       | 1 800 m     | Mirco Demuro    | 2e / 11     | encolure    | Deirdre               |
| 11 novembre  | Kyoto        | Japon       | Queen Elizabeth II Cup   | Gr. 1       | 2 200 m     | João Moreira    | 1er / 17    | encolure    | Crocosmia             |
| 9 décembre   | Sha Tin      | Hong Kong   | Hong Kong Vase           | Gr. 1       | 2 400 m     | João Moreira    | 2e / 14     | encolure    | Exultant              |
| 2019, 5 ans  |              |             |                          |             |             |                 |             |             |                       |
| 10 mars      | Chukyo       | Japon       | Kinko Sho                | Gr. 2       | 2 000 m     | Andreas Starke  | 2e / 13     | 1 ¼         | Danon Premium         |
| 28 avril     | Sha Tin      | Hong Kong   | Queen Elizabeth II Cup   | Gr. 1       | 2 000 m     | Oisin Murphy    | 3e / 13     | 1           | Win Bright            |
| 23 juin      | Hanshin      | Japon       | Takarazuka Kinen         | Gr. 1       | 2 200 m     | Damian Lane     | 1er / 12    | 3           | Kiseki                |
| 26 octobre   | Moony Valley | Australie   | Cox Plate                | Gr. 1       | 2 040 m     | Damian Lane     | 1er / 14    | 1 ½         | Castelvecchio         |
| 22 décembre  | Nakayama     | Japon       | Arima Kinen              | Gr. 1       | 2 500 m     | Damian Lane     | 1er / 16    | 5           | Saturnalia            |

## Au haras
Retirée à Northern Farm, Lys Gracieux donne naissance en février 2021 à son premier produit, Schwertlilie, un mâle issu du cheval de l'année 2015 et top étalon Maurice.

## Origines
Lys Gracieux est une fille du champion Heart's Cry, vainqueur de l'Arima Kinen et du Dubaï Sheema Classic, deuxième de la Japan Cup et troisième des King George VI & Queen Elizabeth Stakes en Angleterre, et l'unique cheval à avoir jamais devancé Deep Impact au Japon. L'un des meilleurs étalons japonais, stationné à Shadai Farm, il a donné une dizaine de lauréats de groupe 1, parmi lesquels deux lauréats de Japan Cup (Cheval Grand et Suave Richard), deux lauréats du Derby japonais (Do Deuce et One and Only), l'Américain Yoshida (Turf Classic, Woodward Stakes) ou encore Just A Way, qui avait terminé en tête des classements internationaux de la FIAH en 2014.
La famille maternelle de Lys Gracieux est française - d'où peut-être son nom. La mère, Liliside, a bien failli connaître la gloire le jour où elle est devenue la gagnante platonique Poule d'Essai des Pouliches ; reléguée sur le tapis vert à la sixième place pour avoir gêné ses adversaires, elle n'a pu par la suite briller au-delà du niveau des Listed. Importée au Japon par la famille Yoshida, propriétaire de Shadai, elle n'a pas donné d'autres produits de valeur que Lys Gracieux, mais on lui pardonnera. Cette souche relativement modeste (yearling, Liliside avait fait monter les enchères à 30 000 € seulement) a tout de même fait des étincelles puisque la sœur de Liliside, Golden Lily (par Dolphin Street), a donné Lily's Candle (par Style Vendôme), lauréate d'un Prix Marcel Boussac. 

### Pedigree
| Origines de Lys Gracieux (JPN), jument baie brune née en 2014 | Origines de Lys Gracieux (JPN), jument baie brune née en 2014 | Origines de Lys Gracieux (JPN), jument baie brune née en 2014 | Origines de Lys Gracieux (JPN), jument baie brune née en 2014 |
| ------------------------------------------------------------- | ------------------------------------------------------------- | ------------------------------------------------------------- | ------------------------------------------------------------- |
| Père Heart's Cry 2001                                         | Sunday Silence 1986                                           | Halo                                                          | Hail to Reason                                                |
| Père Heart's Cry 2001                                         | Sunday Silence 1986                                           | Halo                                                          | Cosmah                                                        |
| Père Heart's Cry 2001                                         | Sunday Silence 1986                                           | Wishing Well                                                  | Understanding                                                 |
| Père Heart's Cry 2001                                         | Sunday Silence 1986                                           | Wishing Well                                                  | Mountain Flower                                               |
| Père Heart's Cry 2001                                         | Irish Dance 1990                                              | Tony Bin                                                      | Kampala                                                       |
| Père Heart's Cry 2001                                         | Irish Dance 1990                                              | Tony Bin                                                      | Severn Bridge                                                 |
| Père Heart's Cry 2001                                         | Irish Dance 1990                                              | Buper Dance                                                   | Lyphard                                                       |
| Père Heart's Cry 2001                                         | Irish Dance 1990                                              | Buper Dance                                                   | My Bupers                                                     |
| Mère Liliside 2007                                            | American Post 2001                                            | Bering                                                        | Arctic Tern                                                   |
| Mère Liliside 2007                                            | American Post 2001                                            | Bering                                                        | Beaune                                                        |
| Mère Liliside 2007                                            | American Post 2001                                            | Wells Fargo                                                   | Sadler's Wells                                                |
| Mère Liliside 2007                                            | American Post 2001                                            | Wells Fargo                                                   | Cruising Height                                               |
| Mère Liliside 2007                                            | Millers Lily 1988                                             | Millers Mate                                                  | Mill Reef                                                     |
| Mère Liliside 2007                                            | Millers Lily 1988                                             | Millers Mate                                                  | Primatie                                                      |
| Mère Liliside 2007                                            | Millers Lily 1988                                             | Lymara                                                        | Lyphard                                                       |
| Mère Liliside 2007                                            | Millers Lily 1988                                             | Lymara                                                        | Maradadi (famille 1-l)                                        |